# Lamas do Vouga

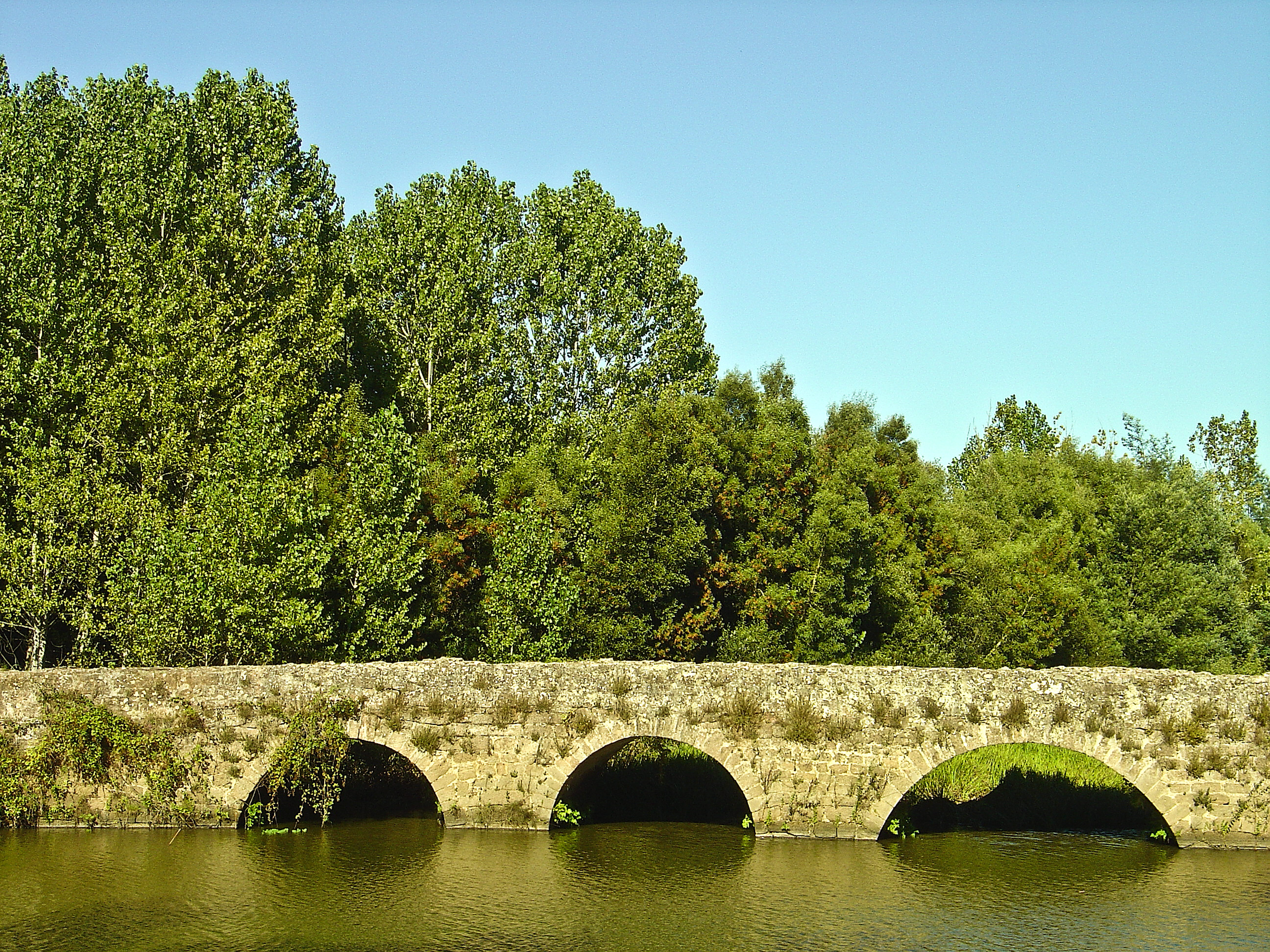
Römische Brücke in Lamas do Vouga, 2009

Lamas do Vouga ist ein Dorf und eine ehemalige Gemeinde (Freguesia) im portugiesischen Kreis Águeda. 
In der Freguesia Lamas do Vouga lebten 729 Einwohner (Stand 30. Juni 2011) auf einer Fläche von 4,3 km².
Am 29. September 2013 wurden die Freguesias Lamas do Vouga, Trofa und Segadães zur neuen Freguesia União das Freguesias de Trofa, Segadães e Lamas do Vouga zusammengefasst.